# Norodom Yuvaneath
Prins Norodom Yuvaneath, Parama Rama Naradhama Yuvanatha, född 17 oktober 1943 i kungliga palatset i Phnom Penh, död 14 januari 2021, var äldste son till kung Norodom Sihanouk (1922–2012) och prinsessan Sisowath Pongsanmoni. Yuvaneath är halvbror till den nuvarande kungen av Kambodja, Norodom Sihamoni.

## Biografi
Yuvaneath växte upp i kungliga palatset i Phnom Penh, och genomförde sin utbildning på Lycée Sisowath. Yuvaneath talar franska och engelska, förutom sitt modersmål Khmer.
Norodom Yuvaneath gifte sig 1959 med sin första fru Prep Mau, och de fick två barn:
- Norodom Chhavann-rangsi (född 1960)
- Norodom Yuveakduri (född 1962)

Norodom Yuvaneath gifte sig med sin andra fru Yin Kim, i juni 1962. Yuvaneath och Yin Kim har fyra barn:
- Prins Veakchearavouth Norodom (född 1966, gift 2001)
- Prins Veakcharin Norodom (född 1969); han troddes ha dött i Kambodja under Röda khmerernas styre 1975–1979,[2]
- Prinsessan Pekina Norodom (född 1970), lever i Connecticut och arbetar för Timex[3]
- Prinsessan Yuveakdevi Norodom (född 1974)

Efter general Lon Nols kupp 1970 flydde familjen till Peking, där de bodde till 1980, när Yuvaneath med sin familj flyttade till Rhode Island i USA där han 1980–1993 arbetade för ett företag som tillverkade kirurgiska instrument.

### Kunglig rådgivare
1993, efter att Vietnamesiska armen hade lämnat Kambodja, återvände kung Norodom Sihamoni till Kambodja, och upphöjde på nyårsafton 1993 prins Yuvaneath till kunglig rådgivare med titeln Sdech Krom Luon, en rank jämbördig med Deputy Prime Minister. 
Yuvaneath reste 1994 tillsammans med ett hundratal khmerer boende i  USA till Kambodja, för att som äldste levande son till kung Norodom tillträda sin rådgivande funktion samtidigt som han genomgick vidareutbildning som buddhistmunk. De fyra prinsar som då ansågs ha anspråk på Kambodjas tron, och som ansågs vara kvalificerade till ärva den kungliga titeln var prins Yuvaneath, prins Ranariddh, prins Chakrapong, och prins Norodom Sihamoni, av vilka den senare år 2004, efterträdde sin far Norodom Sihanouk vid dennes abdikation.
Prins Yuvaneath upphöjdes den 31 augusti 2004 till Samdach Brhat Parama Rama. Han har också förärats Royal Order of Cambodia, och Commander of the Royal Order of Monisaraphon, men är pensionerad och bosatt i Connecticut i USA.